# Mihail Titow
Mihail Titow (Aşgabat, 18 ottobre 1997) è un calciatore turkmeno, attaccante dell'Ôzgôn.

## Caratteristiche tecniche
È un centravanti.

## Carriera

### Club
Ha esordito nel 2016 nella prima divisione turkmena; tra il 2018 ed il 2019 ha giocato complessivamente 10 partite nella Coppa dell'AFC con la maglia dell'Ahal; anche nel 2021 ha partecipato alla medesima competizione.

### Nazionale
Con la nazionale turkmena ha preso parte alla Coppa d'Asia 2019.

## Statistiche

### Cronologia presenze e reti in nazionale
| Cronologia completa delle presenze e delle reti in nazionale ― Turkmenistan | Cronologia completa delle presenze e delle reti in nazionale ― Turkmenistan | Cronologia completa delle presenze e delle reti in nazionale ― Turkmenistan | Cronologia completa delle presenze e delle reti in nazionale ― Turkmenistan | Cronologia completa delle presenze e delle reti in nazionale ― Turkmenistan | Cronologia completa delle presenze e delle reti in nazionale ― Turkmenistan | Cronologia completa delle presenze e delle reti in nazionale ― Turkmenistan | Cronologia completa delle presenze e delle reti in nazionale ― Turkmenistan |
| Data                                                                        | Città                                                                       | In casa                                                                     | Risultato                                                                   | Ospiti                                                                      | Competizione                                                                | Reti                                                                        | Note                                                                        |
| --------------------------------------------------------------------------- | --------------------------------------------------------------------------- | --------------------------------------------------------------------------- | --------------------------------------------------------------------------- | --------------------------------------------------------------------------- | --------------------------------------------------------------------------- | --------------------------------------------------------------------------- | --------------------------------------------------------------------------- |
| 9-1-2019                                                                    | Abu Dhabi                                                                   | Giappone                                                                    | 3 – 2                                                                       | Turkmenistan                                                                | Coppa d'Asia 2019 - 1º turno                                                | -                                                                           | 85’                                                                         |
| 13-1-2019                                                                   | Dubai                                                                       | Turkmenistan                                                                | 0 – 4                                                                       | Uzbekistan                                                                  | Coppa d'Asia 2019 - 1º turno                                                | -                                                                           | 65’                                                                         |
| 17-1-2019                                                                   | Abu Dhabi                                                                   | Oman                                                                        | 3 – 1                                                                       | Turkmenistan                                                                | Coppa d'Asia 2019 - 1º turno                                                | -                                                                           | 83’                                                                         |
| 15-10-2019                                                                  | Al Kuwait                                                                   | Kuwait                                                                      | 1 – 1                                                                       | Turkmenistan                                                                | Amichevole                                                                  | -                                                                           | 58’ 86’                                                                     |
| 14-11-2019                                                                  | Aşgabat                                                                     | Turkmenistan                                                                | 3 – 1                                                                       | Corea del Nord                                                              | Qual. Mondiali 2022                                                         | 1                                                                           | 46’                                                                         |
| 19-11-2019                                                                  | Aşgabat                                                                     | Turkmenistan                                                                | 2 – 0                                                                       | Sri Lanka                                                                   | Qual. Mondiali 2022                                                         | -                                                                           | 65’                                                                         |
| Totale                                                                      |                                                                             | Presenze                                                                    | 7                                                                           |                                                                             | Reti                                                                        | 1                                                                           |                                                                             |